# Pływanie synchroniczne na Igrzyskach Panamerykańskich 2011
Pływanie synchroniczne na Igrzyskach Panamerykańskich 2011 odbywało się w dniach 18 – 21 października 2011 roku. Rywalizacja rozgrywała się w  Scotiabank Aquatics Center łącznie w dwóch konkurencjach.

## Podsumowanie
| Klasyfikacja medalowa | Klasyfikacja medalowa | Klasyfikacja medalowa | Klasyfikacja medalowa | Klasyfikacja medalowa | Klasyfikacja medalowa |
| Miejsce               | Państwo               | Złoto                 | Srebro                | Brąz                  | Razem                 |
| --------------------- | --------------------- | --------------------- | --------------------- | --------------------- | --------------------- |
| 1                     | Kanada                | 2                     | 0                     | 0                     | 2                     |
| 2                     | Stany Zjednoczone     | 0                     | 2                     | 0                     | 2                     |
| 3                     | Brazylia              | 0                     | 0                     | 2                     | 2                     |
| Razem                 | Razem                 | 2                     | 2                     | 2                     | 6                     |

### Medalistki
| Konkurencja | 1. miejsce | 2. miejsce | 3. miejsce |
| ----------- | --- | --- | --- |
| Duety       | Kanada · Elise Marcotte · Marie-Pier Boudreau Gagnon | Stany Zjednoczone · Mary Killman · Mariya Koroleva                                                                                                   | Brazylia · Lara Teixeira · Nayara Figueira |
| Drużynowo   | Kanada · Marie-Pier Boudreau Gagnon · Jo-Annie Fortin · Chloé Isaac · Stéphanie Leclair · Tracy Little · Élise Marcotte · Karine Thomas · Valérie Welsh | Stany Zjednoczone · Morgan Fuller · Megan Hansley · Mary Killman · Mariya Koroleva · Michelle Moore · Leah Pinette · Lyssa Wallace · Alison Williams | Brazylia · Giovana Stephan · Joseane Costa · Lara Teixeira · Lorena Molinos · Maria Bruno · Maria Pereira · Nayara Figueira · Pamela Nogueira |